# Anja Kampe
Anja Kampe é uma soprano de ópera alemã-italiana, nascida em 1968 na RDA. Ela é notável pelas suas apresentações nas principais casas de ópera de obras de Richard Wagner e outros compositores alemães e austríacos.

## Carreira
Kampe nasceu em Zella-Mehlis, Turíngia, e estudou em Dresden e em seguida, depois mudou-se para a Itália, em Turim, onde estudou com Elio Battaglia e fez a sua estreia profissional em 1991 numa produção de Hänsel und Gretel. Ela cantou em 2002 os papéis de Freia, em Das Rheingold e Gerhilde (Die Valkyrie) no Festival de Bayreuth, Leonore em Fidelio com Glyndebourne Festival de Ópera (2006) e em Los Angeles Ópera (2007), em 2006 a título de função em Ariadne auf Naxos no Teatro Real, em Madrid e em 2003 e 2007 Sieglinde (Die Valkyrie) em frente Plácido Domingo no Washington National Opera. Em 2009 ela voltou para Glyndebourne como Isolda, em Tristan und Isolde | publicado=www.washingtonpost.com }}, e em abril de 2010, ela cantou na estréia Americana de Franz Schreker Die Gezeichneten em Los Angeles Ópera. Em junho do mesmo ano, ela interpretou o papel de Elizabeth em Tannhäuser na Ópera Estatal de Viena. Em Março de 2012, ela novamente cantou o papel de Sieglinde na nova produção de Die Walküre a Ópera do Estado da Baviera, em Munique.
Em 2010 ela foi nomeada para o Laurence Olivier Award pela sua performance de Senta no Royal Opera, Londres, nova produção de Richard Wagner Flying Dutchman.
No dia 19 de janeiro de 2018 em Munique, recebeu o cobiçado título de Kammersänger numa cerimônia no palco do Teatro Nacional, depois de um desempenho de Dier Valkyrie no papel de Sieglinde.